# هويت باتريك تايلور
هويت باتريك تايلور هو محامي وسياسي أمريكي، ولد في 11 يونيو 1890 في وينتون في الولايات المتحدة، وتوفي في 12 أبريل 1964. نشط حزبياً في الحزب الديمقراطي. وقد انتخب عضو مجلس ولاية كارولاينا الشمالية ‏.